# Schizoporella tetragona
Schizoporella tetragona är en mossdjursart som först beskrevs av Reuss 1848.  Schizoporella tetragona ingår i släktet Schizoporella och familjen Schizoporellidae. Inga underarter finns listade i Catalogue of Life.